# Let Me Down Easy
«Let Me Down Easy» — песня американского кантри-певца и автора-исполнителя Билли Каррингтона, вышедшая 4 октября 2010 года на лейбле Mercury Nashville в качестве второго сингла из его четвёртого студийного альбома Enjoy Yourself (2010). Песню, ставшую одиннадцатым сингла в его карьере, написали Марк Неслер, Дженнифер Хэнсон, Марти Додсон, а продюсировали Карсон Чемберлен и Билли Каррингтон.
Песня заняла 1-е место в американском кантри-чарте Billboard Hot Country Songs и 46-е место в Billboard Hot 100. Она также заняла 71-е место в канадском чарте Canadian Hot 100. Песня получила смешанные отзывы от музыкальных критиков и 10-е место в итоговом списке лучших кантри-песен за 2011 год. Режиссёром сопровождающего клипа выступил Потси Понсироли. Песня стала четвёртым подряд и шестым хитом номер один Керрингтона в американском чарте Billboard Hot Country Songs за неделю 2 апреля 2011 года.

## Отзывы
Карли Джастус из Engine 145 оценила песню положительно, сказав, что это «знойный спящий хит», но при этом отметив, что она похожа на «Must Be Doin' Somethin' Right» и «Don’t». Гари Графф из Billboard также положительно отозвался о песне, сказав, что в ней есть «плавность встиле Лайонела Ричи».

## Музыкальное видео
Режиссёром клипа выступил Потси Понсироли. Он полностью состоит из гастрольных кадров, показывающих выступление Каррингтона как на саундчеке, так и на самом концерте. Клип был выпущен 28 марта 2011 года, незадолго до того, как он достиг первого места в США.

## Чарты
| Чарт (2010—2011)                    | Высшая позиция |
| ----------------------------------- | -------------- |
| США (Billboard Hot Country Songs)   | 1              |
| США (Billboard Hot 100)             | 46             |
| Канада (Billboard Country)          | 3              |
| Канада (Billboard Canadian Hot 100) | 71             |

| Чарт (2010)                       | Позиция |
| --------------------------------- | ------- |
| США Hot Country Songs (Billboard) | 10      |

| Чарт (2010—2019)                  | Позиция |
| --------------------------------- | ------- |
| США Hot Country Songs (Billboard) | 34      |